# Guy Ier de Soissons
Pour les articles homonymes, voir Guy Ier.
Guy Ier de Soissons est un prélat français, archevêque de Reims de 1033 jusqu'à sa mort en 1055.

## Biographie
Il était le fils de Guy Ier de Vermandois, mort après 986, comte de Soissons ce qui fait de lui le neveu de l'évêque de Soissons Foulques et de Nocher.
Il était présent au concile de Reims de 1033 et aurait été présent lors de l'élévation des reliques de Bertin à Saint-Omer en 1052.